# Towarzystwo Miłośników Ziemi Żywieckiej

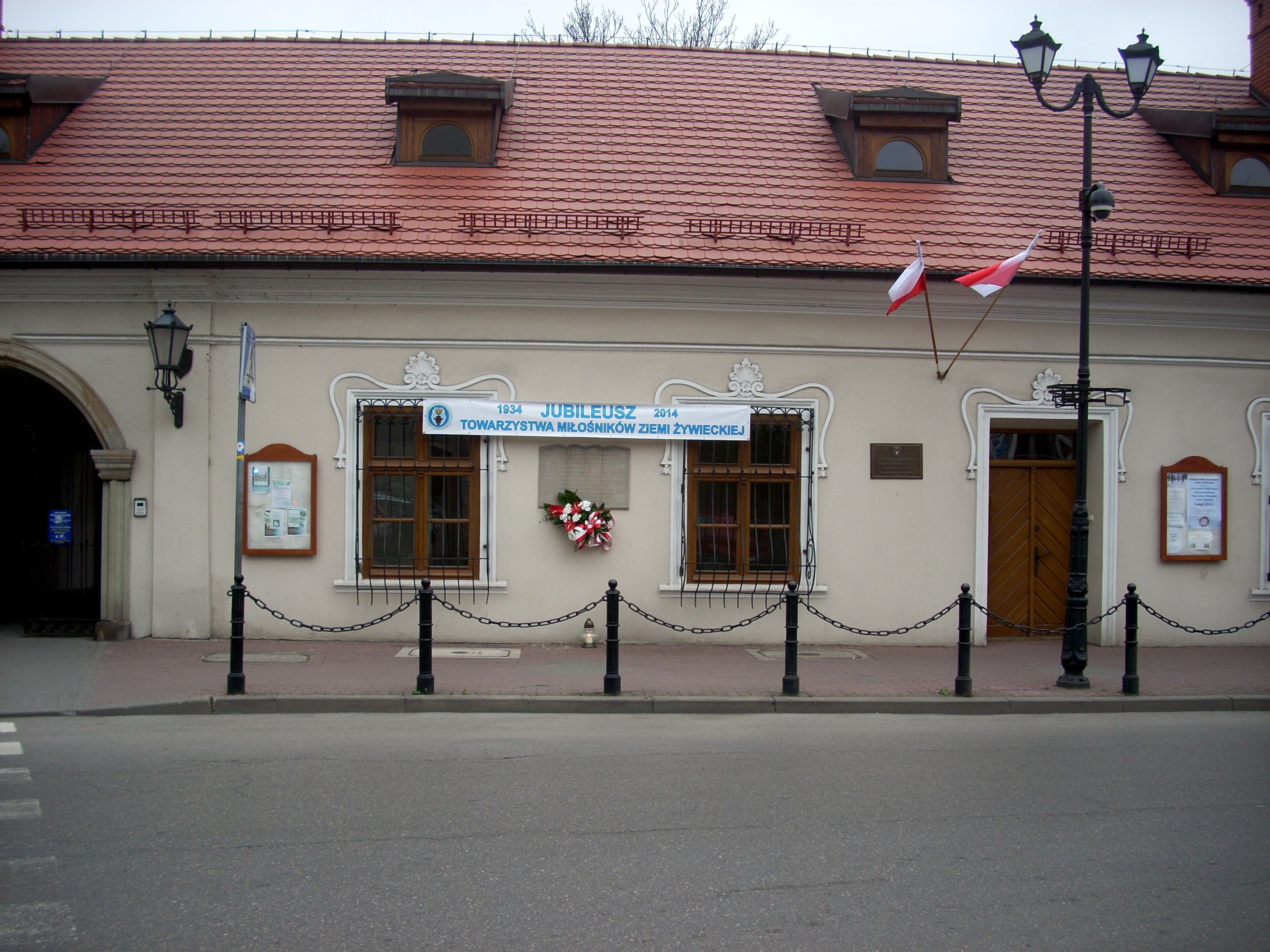
Siedziba TMZŻ

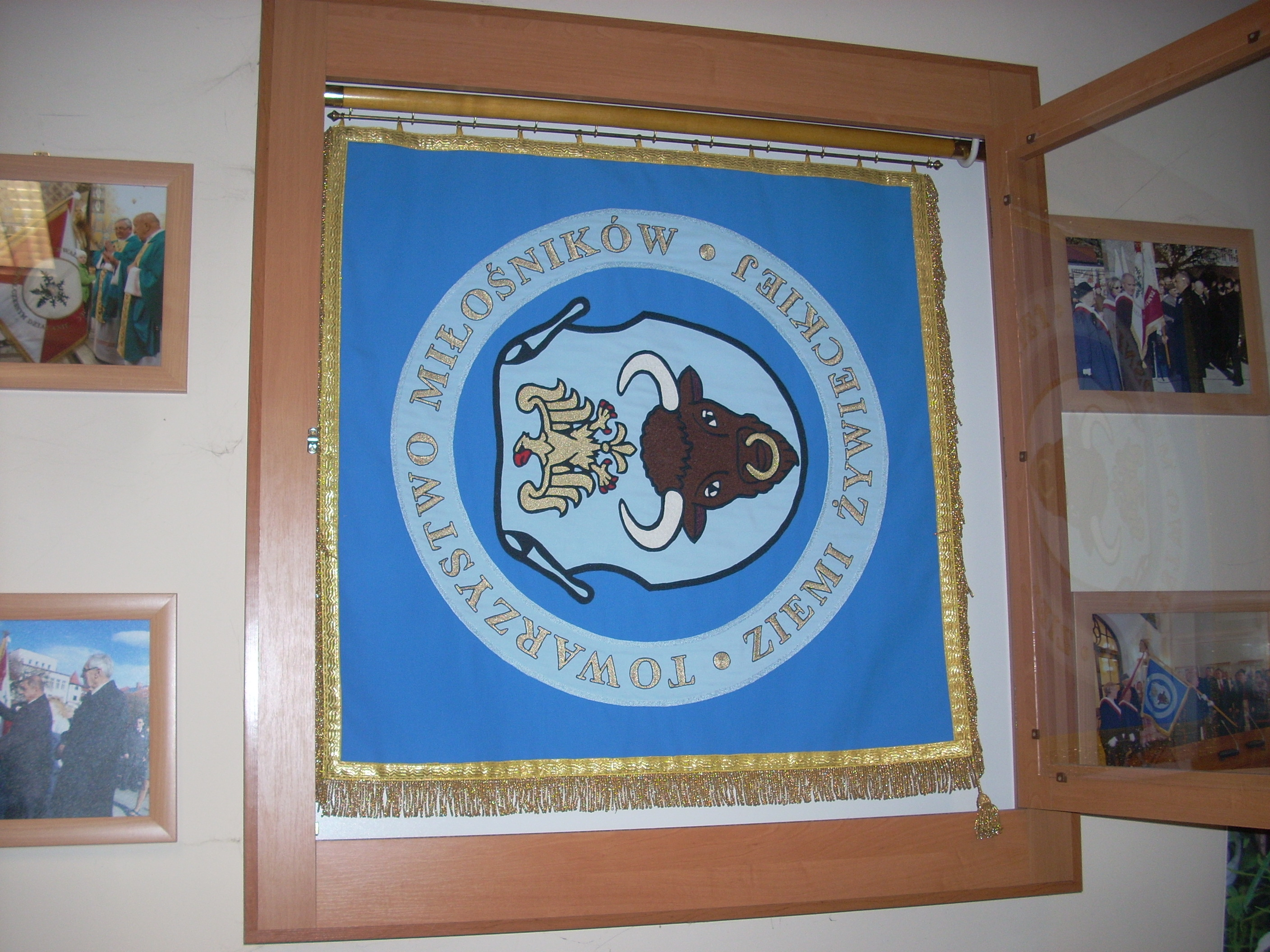
Gablota ze sztandarem w lokalu TMZŻ (strona z logo)

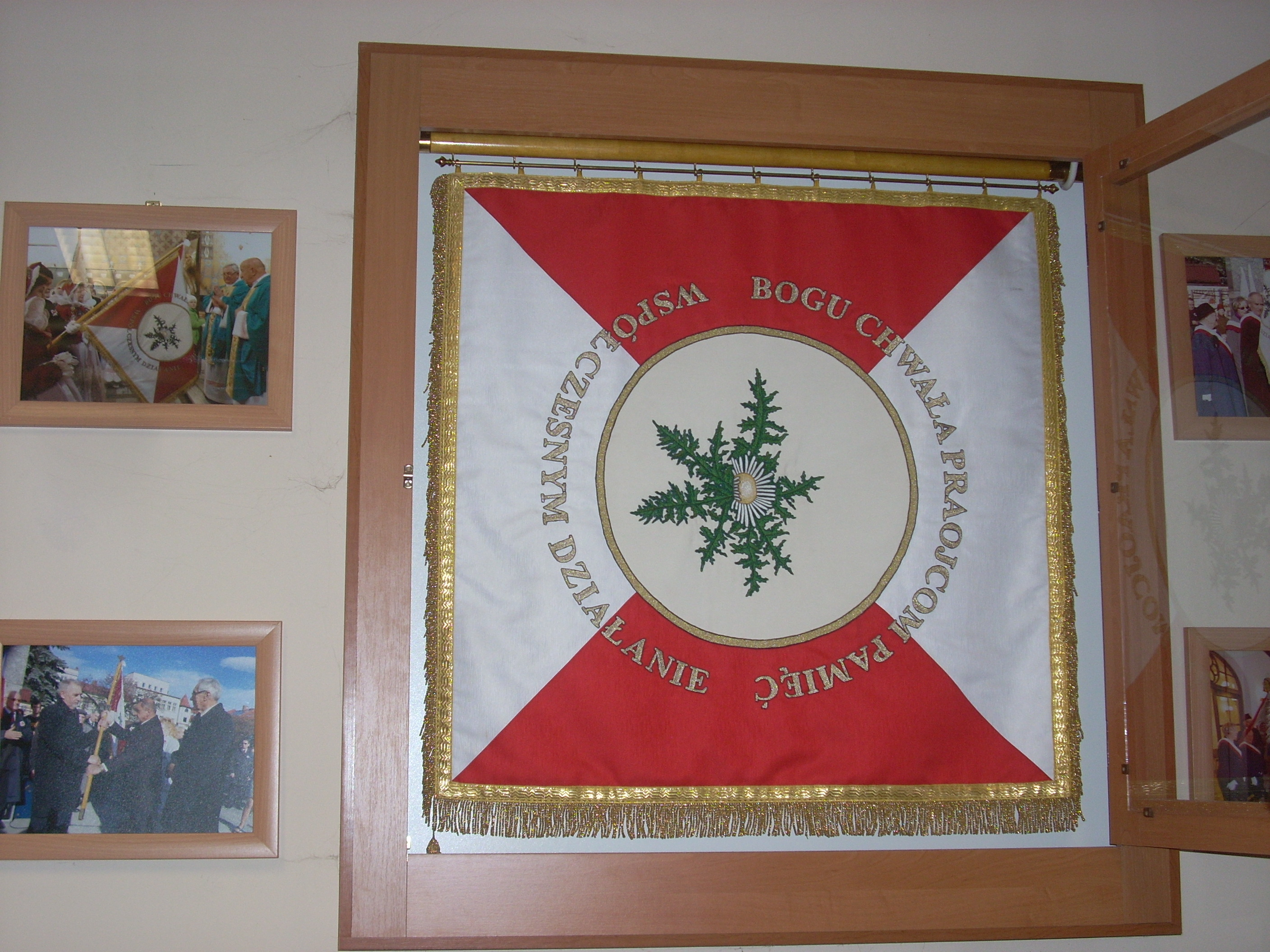
Gablota ze sztandarem

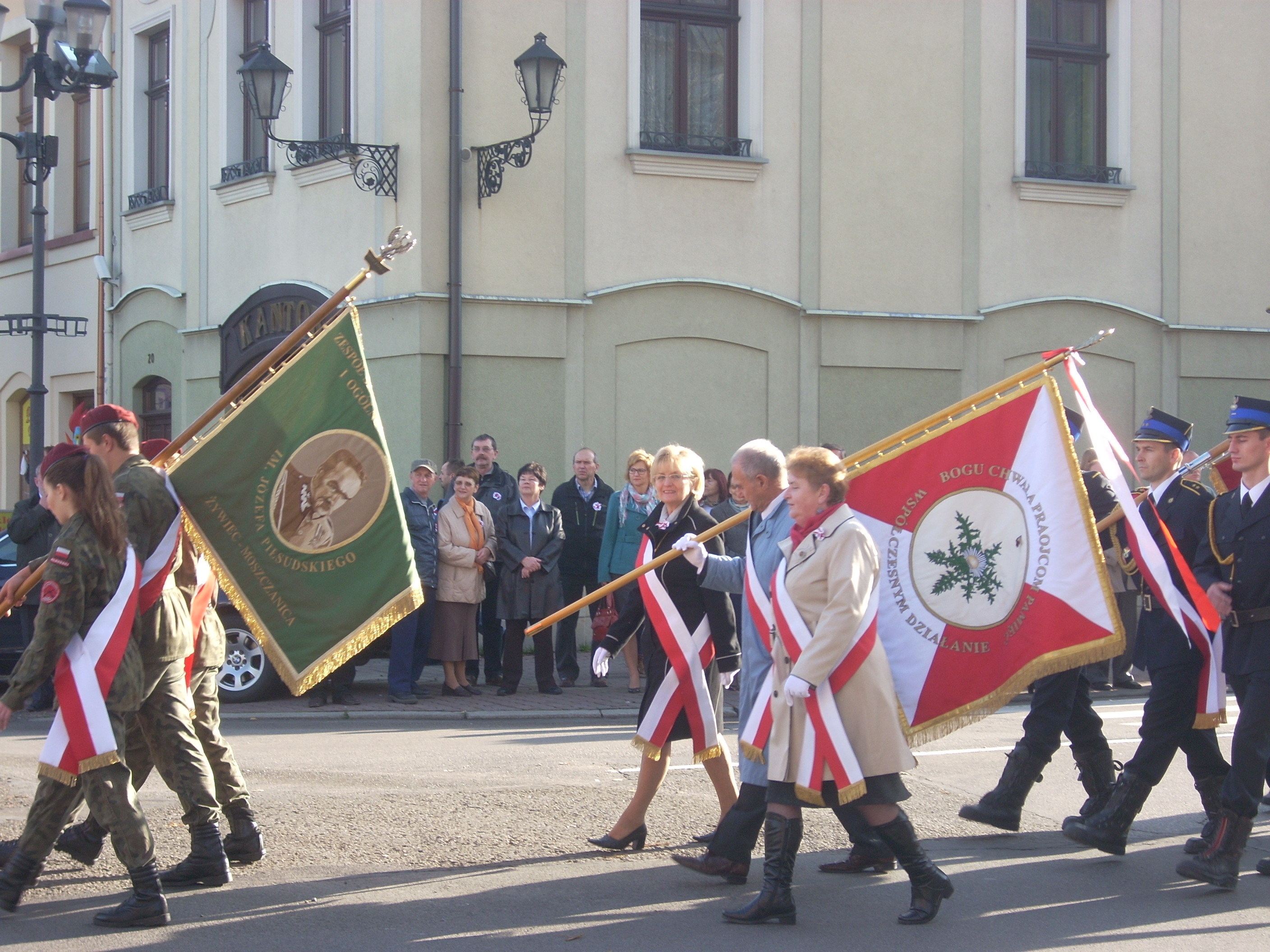
Poczet sztandarowy TMZŻ (przemarsz na rynek w Żywcu)

Towarzystwo Miłośników Ziemi Żywieckiej – organizacja pozarządowa (non profit, zarejestrowana w KRS) zrzeszająca w swoich szeregach miłośników regionu żywieckiego akceptujących i popierających cele Towarzystwa.

## Historia
Przy Kole Towarzystwa Szkoły Ludowej w Żywcu w 1934 roku powstała Sekcja Miłośników Żywiecczyzny. Celem działania było propagowanie świadomości regionalnej wśród miejscowej ludności (nie tylko inteligencji) oraz ukazanie i letnikom i turystom atrakcyjność regionu. Sekcja powstała z inicjatywy Michała Jeziorskiego, Adama Miksza, Władysława Nowotarskiego i Stanisława Szczotki. Zatem początki istnienia Towarzystwa Miłośników Ziemi Żywieckiej sięgają 1934 roku. W działalności Sekcji bardzo ważne były starania o zachowanie folkloru we wszystkich specyficznych cechach Żywiecczyzny.
Równocześnie trwały prace nad przygotowaniem do druku własnych wydawnictw. W 1936 roku staraniem Stanisława Szczotki i Michała Jeziorskiego ukazał się specjalny numer czasopisma „Ziemia” poświęcony w całości sprawom Żywiecczyzny. Zapoczątkowano również serię wydawnictw pod nazwą „Biblioteka Żywiecka”. W ramach tej serii ukazał się w 1937 pierwszy tom Dziejopisu Żywieckiego Andrzeja Komonieckiego (w opracowaniu S. Szczotki). W 1938 rozpoczęto wydawanie kwartalnika „Gronie” poświęconego sprawom regionu (Żywca i Żywiecczyzny).
Okupacja przerwała wszystkie działania sekcji.
Po zakończeniu działań wojennych, w kwietniu 1945 Sekcja Miłośników Żywiecczyzny działała – ale bez osobowości prawnej. Dopiero 8 czerwca 1954 utworzono w Żywcu (zasługa Józefa Miksia) Komisję Regionalną Badań i Opieki nad Folklorem, która skupiła w swoich szeregach wielu dawnych działaczy sekcji – a także nowych miłośników regionu. Na czele stanął Franciszek Biernat (od 1958 prezes TMZŻ). Oficjalne zatwierdzenie statutu TMZŻ nastąpiło 31 maja 1958 r. Przez wiele lat Towarzystwo nie posiadało własnego lokalu. Mieściło się początkowo w zakładzie fotograficznym Stefanii Działo, od 1961 r. w siedzibie Powiatowego Archiwum Państwowego w Starym Zamku.
Sytuacja zaczęła ulegać poprawie po zakończeniu obchodów 700-lecia miasta Żywca. Organizacją tej imprezy zajęły się władze miejskie przy znacznym współudziale Towarzystwa. W związku z jubileuszem 50-lecia TMZŻ, w 1987 roku wydany został Dziejopis Żywiecki Andrzeja Komonieckiego w opracowaniu Stanisława Grodziskiego i Ireny Dwornickiej – efekt współpracy Towarzystwa z władzami miasta i z krakowskim środowiskiem naukowym. We wrześniu 1958 roku powstała Grupa Literacka im. E. Zegadłowicza, która przybrała nazwę „Gronie”.
W październiku 1973 r., z inicjatywy członków TMZŻ, powstała Sekcja Odbudowy Zabytkowego Parku i Zamku, na czele z Wincentym Miodońskim. Prace TMZŻ zostały zahamowane przez wprowadzenie stanu wojennego w 1981 r. W 1984 Urząd Miejski w Żywcu wykonał remont części zabytkowych oficyn zamkowych i przekazał je na siedzibę Towarzystwa, które w ten sposób uzyskało lokal przy ul. Zamkowej 4 (w związku z Jubileuszem 75-lecia TMZŻ lokal ponownie odremontowano w 2009).
W 1987 prezesem towarzystwa został Józef Janoszek (pełnił tę funkcję do 2007, potem został honorowym prezesem towarzystwa).
Lata 90. to okres intensywnej działalności-zwłaszcza grup i oddziałów terenowych. Również w pracach Społecznego komitetu Odbudowy zamku i parku widać wyraźny postęp co w efekcie stworzyło podwaliny dla pełnej rewitalizacji. Uroczyście obchodzono jubileusze 60-lecia i 65-lecia TMZŻ. Współdziałano z władzami przy organizacji wizyty Jana Pawła II (1995), powstaniu Towarzystwa Polsko-Austriackiego i w innych akcjach. Towarzystwo Miłośników Ziemi Żywieckiej jest także wydawcą książek – lista wydawnictw TMZŻ sięga 150 pozycji. Niezmiennie też od lat kontynuowana jest działalność wystawiennicza prezentująca dorobek twórczy artystów związanych z Ziemią Żywiecką. Od roku 2006 rocznik popularnonaukowy „Karta Groni” zmienił nazwę na „Gronie”.
Lata dwutysięczne i następne to okres rozwoju działalności TMZŻ:
- Przyjazd do Żywca i zamieszkanie w rodzinnym mieście księżniczki Marii Krystyny Habsburg (efekt starań Towarzystwa Miłośników Ziemi Żywieckiej)
- „Dzieci Zamku”, to klub przy Towarzystwie Miłośników Ziemi Żywieckiej zrzeszający byłych mieszkańców Starego Zamku w Żywcu.
- Na pierwszej konferencji regionalistów żywieckich w maju 2007 roku padła propozycja utworzenia na terenie Żywiecczyzny skansenu – który już istnieje w Ślemieniu.
- 25 października 2012 powstało Koło TMZŻ w Krakowie.
- 11 listopada 2012 roku Towarzystwo oficjalnie otrzymało sztandar
- W roku 2014 TMZŻ obchodziło jubileusz 80-lecia (w ramach obchodów otrzymało Złotą Odznakę Honorową za Zasługi dla Województwa Śląskiego)

## Ważniejsze pozycje wydane przez TMZŻ
- Dziejopis Żywiecki, Andrzej Komoniecki, oprac. Stanisław Grodziski, Irena Dwornicka
- „Gronie”; reprint 1938–1939.
- Kroniki żywieckie. Od czasów zamierzchłych do 1845 r., ks. Franz Augustin, oprac. Stanisław Grodziski. Żywiec. Towarzystwo Naukowe Żywieckie; Kraków. Towarzystwo Wydawnicze „Historia Iagellonica”, 2007. ISBN 978-83-925111-0-6.
- Żywiec. rys historyczny od powstania miasta do 1918 r., Zofia Rączka. 2005. ISBN 978-83-920626-1-5.
- Rynek w Żywcu przez wieki, Mirosław Miodoński. 2006. OCLC 239673141.
- Żywieckie kapliczki, figury i krzyże przydrożne, Włodzimierz Jura. 2000. ISBN 978-83-910553-6-6.
- Widoki Żywca i Żywiecczyzny 1895–1945, Marek Kubica. 2009. ISBN 978-83-60878-07-1.
- Zabytki sztuki w Polsce. Powiat żywiecki, Jerzy Szablowski
- Towarzystwo Miłośników Ziemi Żywieckiej 1934–2014, praca zbiorowa, 2014. ISBN 978-83-938114-3-4.
- Żywiecczyzna w XX wieku. Kronika wydarzeń, materiały źródłowe, Hieronim Woźniak, 2018. ISBN 978-83-64804-86-1.